# رينالدو ري
رينالدو ري (بالإنجليزية: Reynaldo Rey)‏ هو كاتب سيناريو وممثل أمريكي، ولد في 27 يناير 1940 في الولايات المتحدة، وتوفي في 28 مايو 2015 بلوس أنجلوس في الولايات المتحدة بسبب سكتة.

## وصلات خارجية
- رينالدو ري على موقع IMDb (الإنجليزية)
- رينالدو ري على موقع ألو سيني (الفرنسية)
- رينالدو ري على موقع أول موفي (الإنجليزية)
- رينالدو ري على موقع قاعدة بيانات برودواي على الإنترنت (الإنجليزية)
- رينالدو ري على موقع قاعدة بيانات الفيلم (الإنجليزية)
- رينالدو ري على موقع كينوبويسك (الروسية)